# Blue Diamond Growers
Blue Diamond Growers est une coopérative agricole californienne créée au début du XXe siècle et spécialisée dans la culture des amandes.

## Histoire
Fondée en 1910 sous le nom de California Almond Grower's Exchange (en français : marché des producteurs d'amande de Californie), l'entreprise est un marketing board qui travaille en collaboration avec environ 3 000 producteurs d'amande, et contribue à faire de la culture de l'amande le marché de produits alimentaires californiens le plus important à l'export, ; ses produits sont vendus à travers les États-Unis ainsi que dans 90 autres pays dans le monde.
Ses produits vont des amandes grillées au lait d'amande.
Le siège de la société est basé à Sacramento, en Californie,.

## Chiffre d'affaires
Le Sacramento Bee a estimé le chiffre d'affaires de la coopérative à environ 709 millions de dollars en 2009. Pour la période 2014-2015, les ventes auraient représenté cette fois-ci 1,6 milliard de dollars.

## Sponsoring
Blue Diamond Growers devient en 2016 le sponsor principal des Kings de Sacramento pour une durée de trois ans et un versement 5 millions de dollars par saison.